# Élus pour s'aimer
Pour plus de détails, voir Fiche technique et Distribution.
Élus pour s'aimer (Running Mates) est un téléfilm américain réalisé par Michael Lindsay-Hogg et écrit par Carole Eastman, diffusé pour la première fois sur HBO le 4 octobre 1992.

## Synopsis
Hugh (Ed Harris) est une personnalité américaine importante, un sénateur déterminé et un futur candidat pour la présidence des États-Unis. Un jour, sa campagne électorale se voit agitée par une ancienne camarade d'université appelée Aggie (Diane Keaton). La jeune femme, très talentueuse, est une auteur réputée pour son esprit indépendant. Hugh tombe amoureux d'elle. Il convainc alors Aggie de devenir sa fiancée. En acceptant la demande, Aggie va-t-elle sacrifier ses principes et ses opinions politiques ? Et surtout, va-t-elle supporter le raz-de-marée médiatique de l'élection présidentielle ?

## Fiche technique
- Titre original : Running Mates
- Titre francophone : Élus pour s'aimer
- Réalisation : Michael Lindsay-Hogg
- Scénario : Carole Eastman
- Musique : Peter Rodgers Melnick
- Photographie : Jeff Jur
- Montage : Claudia Finkle
- Décors : Lynda Burbank
- Direction artistique : Ross Silverman
- Costumes : Jolie Anna Jimenez
- Production : James D. Brubaker, Marvin Worth et Joseph J. Kelly (producteur associé)
- Sociétés de production : HBO Films
- Pays d'origine :  États-Unis
- Langue originale : anglais
- Genre : Comédie romantique
- Durée : 92 minutes
- Dates de diffusion :
  - États-Unis : 4 octobre 1992
  - Allemagne : 12 mai 1995

## Distribution
- Diane Keaton (VF : Béatrice Agenin) : Aggie Snow
- Ed Harris : Hugh Hathaway
- Ed Begley Jr. : Chapman Snow
- Ben Masters (en) : Mel Fletcher
- Robert Harper : Gordy Faust
- Brandon Maggart : Jack Delaney
- Russ Tamblyn : Frank Usher
- Edgar Small : Le sénateur Seaton
- Richard Livingston : Beard
- Stacy Keach Sr. : Le maître d'hôtel
- Carrie Snow : Amber
- Gregg Berger : Un reporter